# Фригія

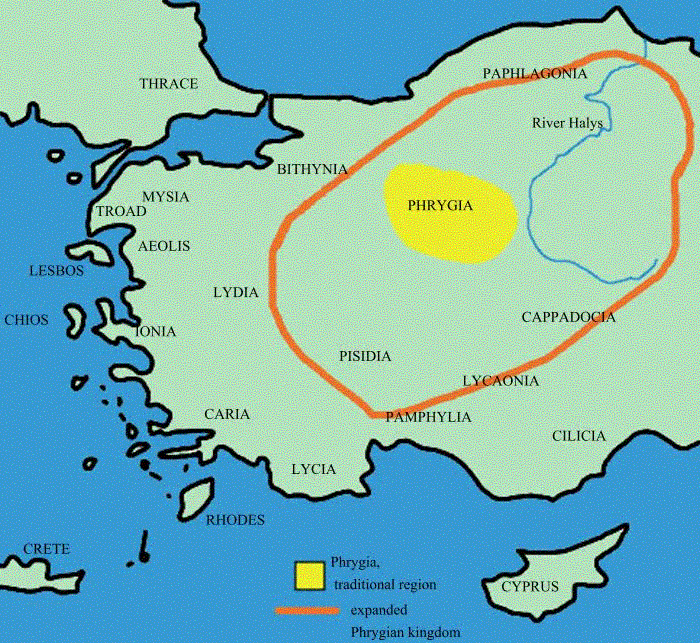
Фригія — як історичний регіон (позначений жовтим) і держава (приблизні кордони позначені помаранчовою лінією)

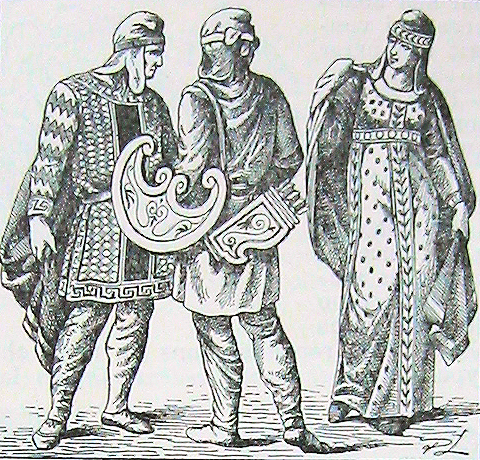
Фригійці в традиційному одязі

39° пн. ш. 31° сх. д. / 39° пн. ш. 31° сх. д.
Фри́гія (дав.-гр. Φρυγία, тур. Frigya) — історичний регіон і стародавня держава на заході Малої Азії зі столицею Гордіон.

## Історія
Назва походить від імені народу фригійців, які близько 1100 року до н. е. переселилися до Малої Азії з Балкан. В VI ст. до н. е. була приєднана до Лідії (остаточно — за часів царя Креза).
Після загибелі Хеттського царства найсильнішу державу в Анатолії утворили фригійці, мова яких займала в індоєвропейській мовній сім'ї проміжне становище між давньогрецькою та протовірменською. Фригійське царство, розташоване в центрі Анатолії, досягло свого найвищого розквіту в X—VIII ст. до н. е. Його столицею стало м. Гордіон, назване за ім'ям найвидатнішого (принаймні, таким його вважали греки та римляни) фригійського царя Гордія.
Доброї слави зажив на фригійському троні син Гордія Мідас, який після смерті батька у жорстокій боротьбі за владу переміг усіх своїх суперників. Він поширив свою владу також на казково багату на золото Лідію і, можливо, саме тому зажив репутації людини, здатної лише дотиком своєї руки перетворювати все на золото. Мідас віддавався меценатству, активно діяв на міжнародній арені, дружив із греками. Він був незмінним учасником антиассирійських коаліцій, аж поки Саргон II не завдав йому воєнної поразки, змусивши Фригію платити данину Ассирії. Утім, не лише ассирійці були головним болем для фригійців. На західних і північно-західних кордонах фригійців тіснили мореплавці-греки та деякі інші малоазійські народи, а наприкінці VII ст. до н. е. зі сходу на них звалилися кочівники-кімерійці. Зазнавши поразки від кімерійців, Мідас наклав на себе руки. Фригійське царство розвалилося. Його територія дісталася близько 600 р. до н. е. Лідійському царству, а ще через півстоліття — персам.

## Фригійські царі
- Акмон (д/н-800 до н. е.)
- Мідас I (800—760 до н. е.)
- Гордій I (760—738 до н. е.)
- Мідас II (738—696 до н. е.)
- Гордій II (696—670 до н. е.)
- Мідас III (670—670 до н. е.)
- під владою кімерійців (670—630 до н. е.)
- у складі Лідії (630—590 до н. е.)
- Мідас IV (590—570 до н. е.)
- Гордій III (570—546 до н. е.)
- у складі Персії (546—334 до н. е.)